# 林望傑
林望傑（英語：Jahja Ling），鋼琴演奏家，指揮家，基督徒，美國公民。2004年至2017年間，任聖地牙哥交響樂團音樂總監，是美國歷史上第一位華裔移民出身的一線樂團總監。

## 生平
家族是福建人，在印尼雅加達出生。四歲開始學習鋼琴，后得洛克菲勒獎學金，到紐約茱麗亞音樂學院向學習Mieczyslaw Munz鋼琴演奏，並和John Nelson學習樂隊指揮藝術，在該校得碩士學位。之後，在耶魯大學繼續攻讀樂隊指揮，師從Otto-Werner Mueller。1985年獲得博士學位。

### 職業生涯
八〇年代，林望傑是克里夫蘭、舊金山等地的青年交響樂團的創建者。1980年他獲得伯恩斯坦獎學金，得以在坦格鄔音樂節指揮。1983年，伊丽莎白二世訪問舊金山，林望傑率舊金山青年交響樂團演奏，以表歡迎。此外林旺傑長期與克利夫兰管弦乐团合作，在1985年至2002年間擔任該團駐團指揮一職。期間，指揮了超過四百場音樂會，演出逾六百首作品。廿一世紀初期，陸續領導Blossom音樂節、佛羅里達管弦樂團、台灣國家交響樂團等團體。自2004年起，擔任聖地牙哥交響樂團音樂總監，合約為5年期。
2013年，他曾率聖地牙哥交響樂團在卡内基厅亮相，是該團首見。2014年，林望傑宣布將在2016年樂季後離開聖地牙哥。2017年6月是其總監任內最後一場正式演出。他的十三年任期，是該團團史最長者。
林望傑曾與全美主要城市的樂團合作，包括巴爾的摩、波士頓、芝加哥、克里夫蘭、達拉斯、底特律、休士頓、明尼阿波利斯、紐約、洛杉磯、匹茲堡、舊金山、西雅圖、聖路易、聖保羅、華盛頓特區等。此外在亞洲、歐洲和澳洲也都有演出紀錄。

## 作品

### 商業錄音
林望傑曾與Telarc、Azica、Continuum等廠牌合作，也曾獲葛萊美獎提名。

## 個人生活
林望傑是一名歸正教會信徒（Reformed Protestant）。他與第一任妻子珍（Jane）育有二子。1998年珍因癌症病逝，之後林望傑守喪三年，2001年再婚。他的第二任妻子是臺灣鋼琴家張晶晶（Jessie Chang），二人育有二女。

## 外部連結
- 官方网站
- 林望傑的Discogs页面（英文）

| 前任： 張大勝 | 國家交響樂團音樂總監 1998年－2001年 | 繼任： 簡文彬 |